# Herrschaftswissen
Der Ausdruck Herrschaftswissen bezeichnet in seiner engeren Bedeutung ein Wissen, das Inhabern von Positionen der Herrschaft vorbehalten ist und deren Machtbestrebungen dienlich ist, vor allem, weil es Geheimpolitik ermöglicht.
In seiner weitesten und umgangssprachlich kritischen (sich der „Hinterlist“ annähernden) Bedeutung bezeichnet es einen Wissensvorsprung, der zur Sicherung einer Position dient. Die zentralen Merkmale sind die Knappheit des Wissens und der daraus entstehende Vorteil für die Wissenden.

## Max Schelers philosophischer Ansatz
In der Philosophie Max Schelers am sorgfältigsten entwickelt, bezeichnet „Herrschaftswissen“ eine der drei Arten der obersten Wissensformen. Neben dem Herrschaftswissen sind dies das Bildungswissen und das Erlösungs- und Heilswissen. Mit Herrschaft ist bei Scheler nicht nur nach außen gerichtete Herrschaft gemeint, sondern auch die Beherrschung der inneren Natur des Menschen. In der europäischen Kultur sei die Beherrschung der äußeren Natur ein wesentliches Merkmal, in der asiatischen hingegen die Beherrschung der inneren. Die Dominanz des nach außen gewendeten Herrschaftswissens, welche sich im Erfolg der positiven Wissenschaften zeige, sei ein Defizit der europäischen Kultur. Einen Ausgleich beider Formen des Herrschaftswissens betrachtet Scheler als wesentlich.

## Wissenschaftsforschung
In der Wissenschaftsforschung steht „Herrschaftswissen“ für Wissen, das in einer „Herrschaftswissenschaft“ gewonnen und verbreitet wird.
Als Herrschaftswissenschaften gelten Wissenschaften, die den gesellschaftspolitischen Status quo stabilisieren. Hierzu werden beispielsweise die Rechtswissenschaft und die Wirtschaftswissenschaft gezählt. Im Gegensatz dazu stehen die Oppositionswissenschaften, zu denen etwa die Soziologie gezählt wird. In einer Oppositionswissenschaft wird Wissen gewonnen, das als destabilisierend wahrgenommen wird.

## Herrschaftswissen in Pädagogik und Soziologie
In beiden Wissenschaften wird der Begriff eher zur Verbildlichung als im engeren Sinne fachsprachlich gebraucht.
In der Pädagogik wird der Begriff unter anderen auch für das „Verfügungswissen“ gebraucht. Verfügungswissen vermittle im Gegensatz zu Orientierungswissen keine moralischen Werte, sondern bezeichne die Kenntnis von Ursachen, Wirkungen und Mitteln. Allerdings gibt es laut Jürgen Mittelstraß und Dietmar Willoweit in vielen Wissenschaftsdisziplinen weder reines Verfügungswissen noch reines Orientierungswissen, sondern fließende Grenzen zwischen den beiden Ordnungsbegriffen, etwa bei der Ausbildung an juristischen Fakultäten.
Ferner wird der umgangssprachliche (tagespolitische) Begriff des Herrschaftswissens auch gelegentlich in der Soziologie synonym zu Elitewissen gebraucht. In Machteliten bestehe Elitewissen nicht vor allem aus Fachwissen, sondern aus der Kenntnis der ‚Spielregeln‘ und des Habitus der herrschenden Klasse, die sehr nützlich seien, die Macht auch auszuüben.